# Serazereux
Serazereux és un municipi francès, situat al departament de l'Eure i Loir i a la regió de Centre – Vall del Loira. L'any 2007 tenia 477 habitants.

## Demografia

### Població
El 2007 la població de fet de Serazereux era de 477 persones. Hi havia 168 famílies, de les quals 28 eren unipersonals (16 homes vivint sols i 12 dones vivint soles), 60 parelles sense fills, 72 parelles amb fills i 8 famílies monoparentals amb fills.
La població ha evolucionat segons el següent gràfic:
Habitants censats

### Habitatges
El 2007 hi havia 194 habitatges, 171 eren l'habitatge principal de la família, 11 eren segones residències i 12 estaven desocupats. 190 eren cases i 4 eren apartaments. Dels 171 habitatges principals, 150 estaven ocupats pels seus propietaris, 17 estaven llogats i ocupats pels llogaters i 4 estaven cedits a títol gratuït; 6 tenien dues cambres, 15 en tenien tres, 44 en tenien quatre i 106 en tenien cinc o més. 138 habitatges disposaven pel capbaix d'una plaça de pàrquing. A 53 habitatges hi havia un automòbil i a 110 n'hi havia dos o més.

### Piràmide de població
La piràmide de població per edats i sexe el 2009 era:
| Homes | Edats   | Dones |
| ----- | ------- | ----- |
| 0     | 95 o +  | 0     |
| 0     | 90 a 94 | 0     |
| 8     | 85 a 89 | 0     |
| 0     | 80 a 84 | 4     |
| 4     | 75 a 79 | 0     |
| 12    | 70 a 74 | 12    |
| 0     | 65 a 69 | 12    |
| 16    | 60 a 64 | 16    |
| 4     | 55 a 59 | 8     |
| 4     | 50 a 54 | 4     |
| 28    | 45 a 49 | 28    |
| 16    | 40 a 44 | 12    |
| 12    | 35 a 39 | 8     |
| 16    | 30 a 34 | 20    |
| 20    | 25 a 29 | 24    |
| 12    | 20 a 24 | 8     |
| 16    | 15 a 19 | 16    |
| 20    | 10 a 14 | 20    |
| 12    | 5 a 9   | 20    |
| 20    | 0 a 4   | 24    |

## Economia
El 2007 la població en edat de treballar era de 308 persones, 237 eren actives i 71 eren inactives. De les 237 persones actives 223 estaven ocupades (118 homes i 105 dones) i 14 estaven aturades (5 homes i 9 dones). De les 71 persones inactives 26 estaven jubilades, 30 estaven estudiant i 15 estaven classificades com a «altres inactius».

### Ingressos
El 2009 a Serazereux hi havia 173 unitats fiscals que integraven 478 persones, la mediana anual d'ingressos fiscals per persona era de 20.288,5 €.

### Activitats econòmiques
Dels 19 establiments que hi havia el 2007, 1 era d'una empresa de fabricació d'altres productes industrials, 5 d'empreses de construcció, 3 d'empreses de comerç i reparació d'automòbils, 2 d'empreses d'hostatgeria i restauració, 1 d'una empresa financera, 5 d'empreses de serveis i 2 d'empreses classificades com a «altres activitats de serveis».
Dels 7 establiments de servei als particulars que hi havia el 2009, 2 eren paletes, 1 fusteria, 1 lampisteria, 2 restaurants i 1 saló de bellesa.
L'any 2000 a Serazereux hi havia 12 explotacions agrícoles que ocupaven un total de 1.548 hectàrees.

## Poblacions més properes
El següent diagrama mostra les poblacions més properes.